# Home Nations Championship 1932
Nach dem Ausschluss Frankreichs wurde das Rugby-Union-Turnier Five Nations (heute Six Nations) von 1932 bis 1939 als Home Nations Championship mit vier britischen Mannschaften weitergeführt. Das Turnier des Jahres 1932 fand vom 16. Januar bis zum 19. März statt. Turniersieger wurden gemeinsam Irland, Wales und England mit je zwei Siegen und einer Niederlage (die Punktedifferenz spielte beim damaligen Turniermodus keine Rolle).

## Teilnehmer
| Land       | Stadion                            | Stadt            | Kapitän                       |
| ---------- | ---------------------------------- | ---------------- | ----------------------------- |
| England    | Twickenham Stadium                 | London           | Carl Aarvold                  |
| Irland     | Lansdowne Road / Ravenhill Stadium | Dublin / Belfast | George Beamish                |
| Schottland | Murrayfield Stadium                | Edinburgh        | Max Simmers / Phil Macpherson |
| Wales      | St Helen’s                         | Swansea          | Jack Bassett                  |

## Tabelle
|    | Land       | Spiele | Siege | Unent. | Ndlg. | Spiel- punkte | Diff. | Tabellen- punkte |
| -- | ---------- | ------ | ----- | ------ | ----- | ------------- | ----- | ---------------- |
| 1. | Irland     | 3      | 2     | 0      | 1     | 40:29         | + 11  | 4                |
| 1. | Wales      | 3      | 2     | 0      | 1     | 28:17         | + 11  | 4                |
| 1. | England    | 3      | 2     | 0      | 1     | 32:23         | + 9   | 4                |
| 4. | Schottland | 3      | 0     | 0      | 3     | 11:42         | − 31  | 0                |

## Ergebnisse
| 16. Januar 1932 | Wales                                                                   | 12 : 5  | England                          | St Helen’s, Swansea Zuschauer: 30.000 Schiedsrichter: F. J. C. Moffat (Schottland) |
| 16. Januar 1932 | Versuche: Boon Erhöhungen: Bassett Straftritte: Bassett Dropgoals: Boon | Bericht | Versuche: Coley Erhöhungen: Barr | St Helen’s, Swansea Zuschauer: 30.000 Schiedsrichter: F. J. C. Moffat (Schottland) |

| 6. Februar 1932 | Schottland | 0 : 6         | Wales                               | Murrayfield Stadium, Edinburgh Zuschauer: 60.000 Schiedsrichter: Thomas Bell (England) |
| 6. Februar 1932 |            | (0:3) Bericht | Versuche: Boon Straftritte: Bassett | Murrayfield Stadium, Edinburgh Zuschauer: 60.000 Schiedsrichter: Thomas Bell (England) |

| 13. Februar 1932 | Irland                                                 | 8 : 11        | England                                                        | Lansdowne Road, Dublin Schiedsrichter: William Burnet (Schottland) |
| 13. Februar 1932 | Versuche: Waide Erhöhungen: Murray Straftritte: Murray | (3:6) Bericht | Versuche: Burland Erhöhungen: Burland Straftritte: Burland (2) | Lansdowne Road, Dublin Schiedsrichter: William Burnet (Schottland) |

| 27. Februar 1932 | Schottland                               | 8 : 20        | Irland                                                | Murrayfield Stadium, Edinburgh Schiedsrichter: Barry Cumberlege (England) |
| 27. Februar 1932 | Versuche: Simmers Wood Erhöhungen: Allan | (0:5) Bericht | Versuche: Hunt Lightfoot (2) Waide Erhöhungen: Murray | Murrayfield Stadium, Edinburgh Schiedsrichter: Barry Cumberlege (England) |

| 12. März 1932 | Wales                                  | 10 : 12       | Irland                             | Cardiff Arms Park, Cardiff Schiedsrichter: E. Holmes (England) |
| 12. März 1932 | Versuche: Davey Ralph Dropgoals: Ralph | (3:3) Bericht | Versuche: Lightfoot Ross (2) Waide | Cardiff Arms Park, Cardiff Schiedsrichter: E. Holmes (England) |

| 19. März 1932 | England                                                    | 16 : 3        | Schottland      | Twickenham Stadium, London Zuschauer: 65.000 Schiedsrichter: James Wheeler (Irland) |
| 19. März 1932 | Versuche: Aarvold (2) Black Tanner Erhöhungen: Burland (2) | (6:3) Bericht | Versuche: Smith | Twickenham Stadium, London Zuschauer: 65.000 Schiedsrichter: James Wheeler (Irland) |